# Anna-Lisa Stoican
Majvor Anna-Lisa Stoican,  född 2 oktober 1949, är en svensk jurist.
Anna-Lisa Stoican blev riksbekant under 1987 då hon bedrev en årslång kamp för att hennes rumänske make Mihail Stoican (född 1947) skulle beviljas utresetillstånd från Nicolae Ceaușescus Rumänien. Mihail Stoican hade tillbringat flera år som student i Sverige under 1970-talet och då träffat sin blivande fru. Rumäniens officiella motiv för att inte låta honom lämna landet var bland annat att han hade kännedom om statshemligheter.
Hennes kamp fick mycket stor uppmärksamhet i medierna och innefattade en 40 dagars hungerstrejk utanför den rumänska ambassaden i Stockholm. Vid detta tillfället fanns även parets tvååriga dotter i Sverige. Samtliga riksdagspartier vädjade för hennes sak till de rumänska myndigheterna och detta ledde slutligen till att maken fick lämna Rumänien och paret kunde därigenom återförenas. Anna-Lisa Stoican utsågs av Rapportredaktionen till Årets svensk 1987 för denna kamp.
Anna-Lisa Stoican har framträtt som Rumänienkännare i TV, bland annat i samband med Ceaușescus fall i december 1989. Hon har arbetat som rådman vid flera tingsrätter.